# Великописаревский поселковый совет
Великопи́саревский, изначально Бо́льше-Пи́саревский поселко́вый сове́т (укр. Великописарівська селищна рада) — до 2020 года входил в состав
Великописаревского района
Сумской области
Украины.
Административный центр поселкового совета находился в
пгт Великая Писаревка
.

## История
- нач. 1920-е — дата образования сельского Совета депутатов трудящихся на территории Больше-Писаревской волости[3][4] Богодуховского уезда Харьковской губернии Украинской Советской Социалистической Республики.
- В 1923 году село стало районным центром Больше-Писаревского русского национального района[1] Харьковской губернии, затем Богодуховского округа, затем Ахтырского округа, затем Харьковского округа УССР, затем Харьковской области, с 1939 — Сумской области. В селе находился при этом райсовет и райисполком (РИК).
- В 1938 году сельский совет стал поселковым после присвоения Большой Писаревке статуса посёлок городского типа.
- После 17 июля 2020 года в рамках административно-территориальной «реформы» по новому делению Сумской области[5][6] поссовет, как и весь Великописаревский район, был ликвидирован; входящие в него населённые пункты и его территории были присоединены к … территориальной общине (укр. громаде) Ахтырского района Сумской области.
- Совет просуществовал около ста лет.

## Населённые пункты совета
- пгт Вели́кая Пи́саревка (Больша́я Пи́саревка)[1]
- с. Пономаре́нки